# Tian Shi (cràter)
Tian Shi és un cràter d'impacte situat a la Lluna, a la zona nord de la Mare Imbrium. Es troba al nor-nord-est dels cràters Helicon i Le Verrier; al sud dels Montes Recti; i a l'est-sud-est del Promontorium Laplace. El grup de tres petits cràters a què pertany (format pel mateix Tian Shi, Tai Wei i Zi Wei) es troba considerablement aïllat respecte a altres formacions lunars notables, a l'interior de la plana de la mar lunar. Dos cràters satèl·lit del Promontorium Laplace, Laplace A i Laplace F, són els elements destacables més pròxims.

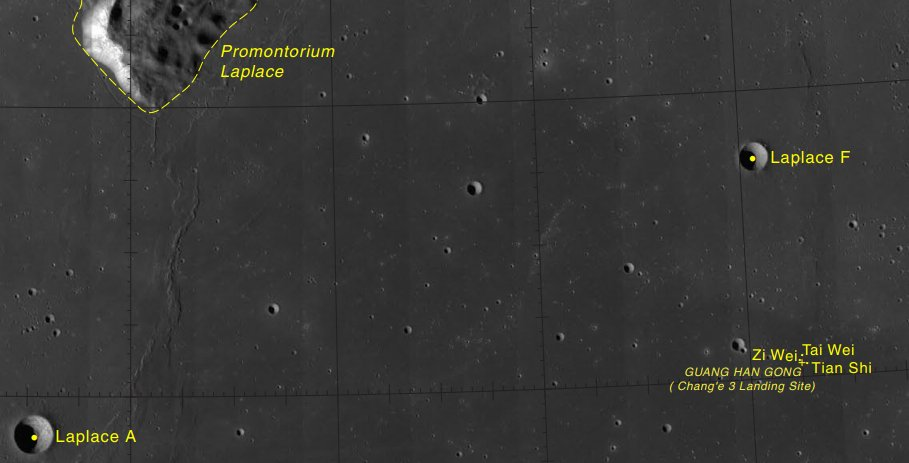
Localització de Tian Shi (quadrant inferior dret de la imatge)
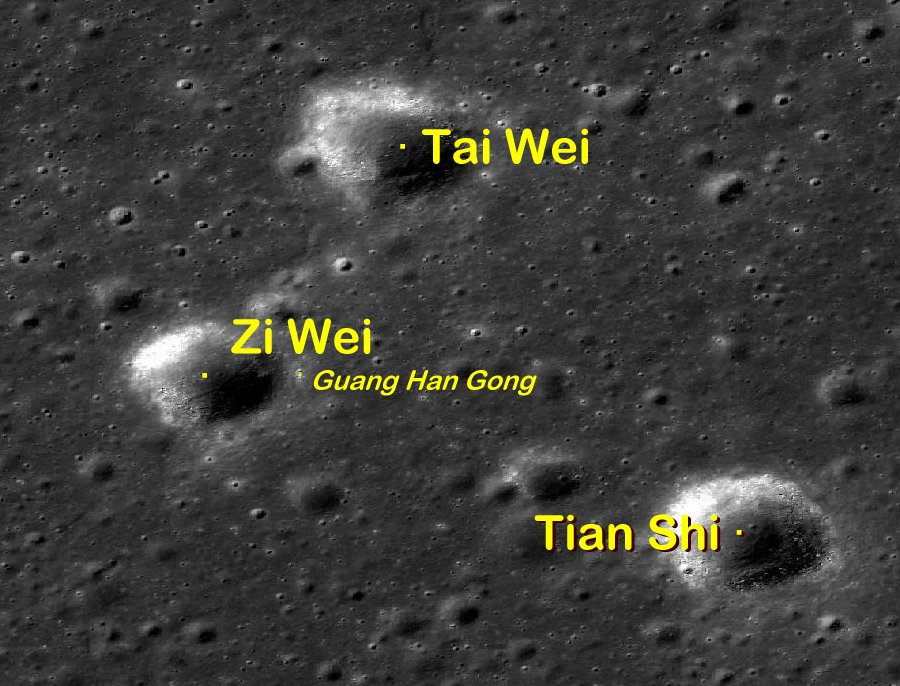
Rodalies de Tian Shi (imatge del LRO)

És un cràter de contorn quasi circular, esquitxat de petits impactes. La seva albedo és superior a la de la superfície basàltica de la mar lunar circumdant. La Unió Astronòmica Internacional va aprovar oficialment el 5 d'octubre de 2015 la inclusió de quatre nous topònims a la cartografia lunar, relacionats amb el lloc d'allunatge de la sonda xinesa Chang'e 3: el punt on es troba la sonda (denominat Guang Han Gong1) i els tres cràters ja esmentats.